# Aspilota delicata
Aspilota delicata är en stekelart som beskrevs av Fischer 1973. Aspilota delicata ingår i släktet Aspilota och familjen bracksteklar. Inga underarter finns listade.